# Lepidopa benedicti
Lepidopa benedicti is een tienpotigensoort uit de familie van de Albuneidae. De wetenschappelijke naam van de soort is voor het eerst geldig gepubliceerd in 1935 door Schmitt.